# Langlaufen op de Olympische Winterspelen 2018 - Teamsprint vrouwen
De teamsprint vrije stijl voor vrouwen tijdens de Olympische Winterspelen 2018 vond plaats op 21 februari 2018 in het Alpensia Cross-Country Centre in Pyeongchang. De wedstrijd vond plaats in de vrije stijl in tegenstelling tot 2014 toen er in de klassieke stijl gelopen werd. Regerend olympisch kampioen was Noorwegen. Noorwegen moest ditmaal genoegen nemen met de bronzen medaille.

## Tijdschema
| Datum       | Lokale tijd | MET   | Ronde         |
| ----------- | ----------- | ----- | ------------- |
| 21 februari | 17:00       | 09:00 | Halve finales |
| 21 februari | 19:00       | 11:00 | Finale        |

## Uitslag

### Halve finales
Halve finale 1
| Rang | Bib | Land        | Namen                                   | Tijd     | Achterstand | Opm. |
| ---- | --- | ----------- | --------------------------------------- | -------- | ----------- | ---- |
| 1    | 1   | Noorwegen   | Marit Bjørgen Maiken Caspersen Falla    | 16.33,28 | –           | Q    |
| 2    | 3   | Zwitserland | Nadine Fähndrich Laurien van der Graaff | 16.39,83 | + 6,55      | Q    |
| 3    | 5   | Slovenië    | Alenka Čebašek Anamarija Lampič         | 16.39,92 | + 6,64      | q    |
| 4    | 2   | Duitsland   | Nicole Fessel Sandra Ringwald           | 16.51,67 | + 18,39     | q    |
| 5    | 6   | Tsjechië    | Kateřina Beroušková Petra Nováková      | 16.53,06 | + 19,78     |      |
| 6    | 9   | Australië   | Jessica Yeaton Barbara Jezeršek         | 17.20,38 | + 53,10     |      |
| 7    | 4   | Oostenrijk  | Lisa Unterweger Teresa Stadlober        | 17.25,98 | + 58,70     |      |
| 8    | 8   | Wit-Rusland | Joelia Tichonova Polina Seronosova      | 17.33,63 | + 1.00,45   |      |
| 9    | 11  | Slowakije   | Alena Procházková Barbora Klementová    | 17.52,14 | + 1.18,86   |      |
| 10   | 7   | Kazachstan  | Anna Sjevtsjenko Valeria Tjoeleneva     | 17.57,04 | + 1.23,76   |      |
| 11   | 10  | Zuid-Korea  | Lee Chae-won Ju Hye-ri                  | 19.19,17 | + 2.45,89   |      |

Halve finale 2
| Rang | Bib | Land                           | Namen                                 | Tijd     | Achterstand | Opm. |
| ---- | --- | ------------------------------ | ------------------------------------- | -------- | ----------- | ---- |
| 1    | 14  | Verenigde Staten               | Kikkan Randall Jessica Diggins        | 16.22,56 | –           | Q    |
| 2    | 12  | Zweden                         | Charlotte Kalla Stina Nilsson         | 16.23,28 | + 0,72      | Q    |
| 3    | 15  | Olympische atleten uit Rusland | Natalja Neprjajeva Joelia Beloroekova | 16.24,63 | + 2,07      | q    |
| 4    | 13  | Finland                        | Mari Laukkanen Krista Pärmäkoski      | 16.31,54 | + 8,98      | q    |
| 5    | 18  | Polen                          | Justyna Kowalczyk Sylwia Jaśkowiec    | 16.35,19 | + 12,63     | q    |
| 6    | 17  | Frankrijk                      | Aurore Jéan Coraline Thomas Hugue     | 16.40,40 | + 17,86     | q    |
| 7    | 21  | Canada                         | Emily Nishikawa Dahria Beatty         | 17.01,54 | + 38,98     |      |
| 8    | 16  | Italië                         | Elisa Brocard Gaia Vuerich            | 17.13,04 | + 50,48     |      |
| 9    | 19  | Oekraïne                       | Tetyana Antypenko Maryna Antsybor     | 17.35,94 | + 1.13,38   |      |
| 10   | 20  | China                          | Chi Chunxue Li Xin                    | 17.44,04 | + 1.21,48   |      |

### Finale
| Rang   | Bib | Land                           | Namen                                   | Tijd     | Achterstand |
| ------ | --- | ------------------------------ | --------------------------------------- | -------- | ----------- |
| Goud   | 14  | Verenigde Staten               | Kikkan Randall Jessica Diggins          | 15.56,47 | –           |
| Zilver | 12  | Zweden                         | Charlotte Kalla Stina Nilsson           | 15.56,66 | + 0,19      |
| Brons  | 1   | Noorwegen                      | Marit Bjørgen Maiken Caspersen Falla    | 15.59,44 | + 2,97      |
| 4      | 3   | Zwitserland                    | Nadine Fähndrich Laurien van der Graaff | 16.17,79 | + 21,32     |
| 5      | 13  | Finland                        | Mari Laukkanen Krista Pärmäkoski        | 16.19,18 | + 22,71     |
| 6      | 5   | Slovenië                       | Alenka Čebašek Anamarija Lampič         | 16.28,24 | + 31,77     |
| 7      | 18  | Polen                          | Justyna Kowalczyk Sylwia Jaśkowiec      | 16.32,48 | + 36,01     |
| 8      | 17  | Frankrijk                      | Aurore Jéan Coraline Thomas Hugue       | 16.32,49 | + 36,02     |
| 9      | 15  | Olympische atleten uit Rusland | Natalja Neprjajeva Joelia Beloroekova   | 16.41,76 | + 45,29     |
| 10     | 2   | Duitsland                      | Nicole Fessel Sandra Ringwald           | 17.06,57 | + 1.10,10   |